# سنبلاوین
سنبلاوین یکی از شهرها و شهرستان‌های استان دقهلیه مصر است.

## دهستان‌ها
- میت غراب
- طمای الزهایره
- نوب
- طوخ الاقلام
- شبراهور
- بشمس
- الروضه
- برج النور العرب
- کفر الروک
- طنبول الکبری
- البلامون
- برهمتوش
- المقاطعه
- دیو الوسطی

## بزرگان سنبلاوین
- ام کلثوم
- احمد لطفی السید
- فاروق الباز
- محمد حسین هیکل باشا
- اسامه الباز